# THE CHECKERS FINAL ラスト武道館ライブ 1992.12.28
『THE CHECKERS FINAL ラスト武道館ライブ 1992.12.28』（ザ・チェッカーズ・ファイナル・ラストぶどうかんライブ）は、チェッカーズの1枚目のライブ・アルバム。1993年3月19日にポニーキャニオンからリリースされた。

## 概要
1992年12月31日で10年間の活動に終止符を打ったチェッカーズによる最初で最後のライブ・アルバム。アルバム・タイトルの通り、1992年12月28日に日本武道館で開催されたグループ最後のコンサートを収録している。
「ギザギザハートの子守唄」「涙のリクエスト」の2曲とマンハッタン・トランスファーのカバー曲以外は、彼等がこれまでに書き上げたオリジナル楽曲が披露され、1988年発売以降のアルバム収録曲が多く採用されている。

## 収録曲

### DISC 1
1. FINAL LAP （Instrumental）　6:56
2. ギザギザハートの子守唄　4:28
3. Yellow Cab　3:47
4. 80%　4:03
5. NANA　3:29
6. I Love you,SAYONARA　5:50
7. 夜明けのブレス　7:12
8. 涙のリクエスト　5:31
9. 神様お願い（原題 "TRICKLE TRICKLE"）　2:13　※マンハッタン・トランスファーのカバー楽曲
10. Hello　5:42
11. ミセス マーメイド　4:49

### DISC 2
1. HEART IS GUN～ピストルを手に入れた夜～　7:28
2. 愛と夢のFASCIST　5:35
3. IT'S ALRIGHT　4:22
4. See you yesterday　5:18
5. 90's S.D.R.　6:03
6. Present for you　9:10
7. Long Road　4:59
8. Friends and Dream　6:34
9. Rainbow Station　8:35